# Юго-запад штата Пара
Юго-запад штата Пара (порт. Mesorregião do Sudoeste Paraense) — административно-статистический мезорегион в Бразилии, входит в штат Пара. Население составляет 483 411 человек на 2010 год. Занимает площадь 415 792,001 км². Плотность населения — 1,16 чел./км².

## Демография
Согласно сведениям, собранным в ходе переписи 2010 г. Национальным институтом географии и статистики (IBGE), население мезорегиона составляет:
| Полное население                            | Полное население                            | Полное население                            | Полное население                            | 483 411 |
| ------------------------------------------- | ------------------------------------------- | ------------------------------------------- | ------------------------------------------- | ------- |
| в том числе:                                | Городское население                         | 277 852                                     | Процент городского населения, %             | 57,48   |
|                                             | Сельское население                          | 205 559                                     | Процент сельского населения, %              | 42,52   |
|                                             | Мужское население                           | 253 062                                     | Процент мужского населения, %               | 52,35   |
|                                             | Женское население                           | 230 349                                     | Процент женского населения, %               | 47,65   |
| Плотность населения, чел/км²                | Плотность населения, чел/км²                | Плотность населения, чел/км²                | Плотность населения, чел/км²                | 1,16    |
| Население мезорегиона в % к населению штата | Население мезорегиона в % к населению штата | Население мезорегиона в % к населению штата | Население мезорегиона в % к населению штата | 6,38    |

## Статистика
- Валовой внутренний продукт на 2003 год составляет 1 740 598 381,00 реалов (данные: Бразильский институт географии и статистики).
- Валовой внутренний продукт на душу населения на 2003 год составляет 3783,33 реалов (данные: Бразильский институт географии и статистики).
- Индекс развития человеческого потенциала на 2000 год составляет 0,697 (данные: Программа развития ООН).

## Состав мезорегиона
В мезорегион входят следующие микрорегионы:
1. Алтамира
2. Итаитуба